# RD-253
Das RD-253 (von russisch Ракетный двигатель, „Raketnyj dwigatel“) (GRAU-Index 11D48) ist ein Raketentriebwerk für Flüssigkeitsraketen. 

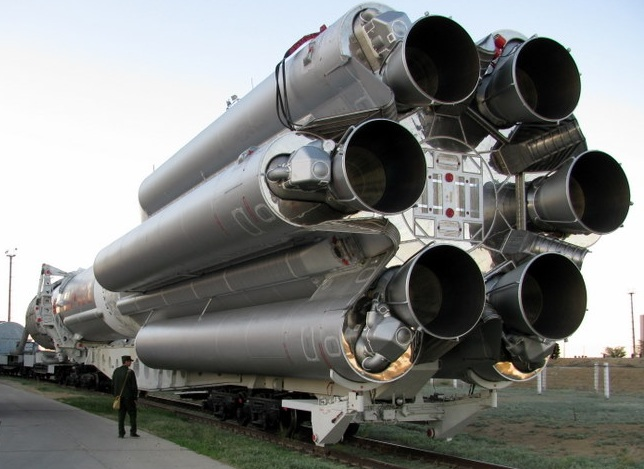
Sechs RD-253-Triebwerke an der ersten Stufe der Proton-Rakete

## Entwicklung und Einsatz
Es wurde vom sowjetischen Chefkonstrukteur für Raketenmotoren Walentin Petrowitsch Gluschko im Zeitraum zwischen 1961 und 1965 am Leningrader Gasdynamischen Laboratorium entwickelt. Sechs Stück davon dienen in der Proton-Rakete als Antrieb für die erste Stufe. Der Erstflug fand am 16. Juli 1965 statt.

## Technik
Es wird mit 1,1-Dimethylhydrazin (UDMH) und flüssigem Stickstofftetroxid (N2O4) betrieben und besteht aus einer Vor- und einer Hauptbrennkammer, einer Turbine und einer Hilfs- und zwei Hauptpumpen mit insgesamt 18,7 MW Leistung. Die Besonderheit dieses Triebwerkes ist, dass die Turbine für den Antrieb der Treibstoffpumpen innerhalb der Vorbrennkammer angeordnet ist. Dazu wird die gesamte Menge des Oxidators und ein geringer Teil des Brennstoffes zugeführt, welcher dort mit geringer Temperatur verbrennt und die Turbine antreibt. Das Abgas aus der Vorbrennkammer gelangt dann zur Hauptbrennkammer, wo der Hauptteil des Brennstoffs zugeführt wird und verbrennt. Durch diese Ausführung geht dem Triebwerk auch bei dem hohen Brennkammerdruck von fast 15 MPa kein Antriebsgas für die Pumpen verloren, was bei einem Durchsatz von mehr als 520 kg/s zu beträchtlichen Verlusten geführt hätte. Gleichzeitig schließt der hohe Verbrennungsgrad durch die Vor- und Hauptverbrennung Instabilitäten bei der Verbrennung und damit Verbrennungsschwingungen weitgehend aus. Durch den speziellen Aufbau des RD-253 konnten die Abmessungen und die Masse des Triebwerkes gegenüber einem vergleichbaren Triebwerk, dessen Bauweise der des RD-107 entsprochen hätte, gering gehalten werden. 
Trotz einiger Probleme bei der ersten Entwicklung und Produktion wird das RD-253 auch heute noch bei den Proton-Trägerraketen eingesetzt. Inzwischen sind fast 2000 Stück davon gebaut worden. Davon einige in verbesserten Versionen wie dem RD-275 (GRAU-Index 14D14) (nach 1990) mit 1578/1746 kN Boden-/Vakuumschub und 15,7 MPa Brennkammerdruck und dem RD-275M (GRAU-Index 14D14M, manchmal auch mit RD-276 bezeichnet) mit nochmals um 5 % gesteigertem Startschub, welches im Juli 2007 mit einer Proton-M seinen Erststart hatte. Die Produktion der Raketentriebwerke wurde 2019 eingestellt und 2021 wurden die Produktionsstätten geschlossen.

## Technische Daten
| Kennziffer                            | Wert            |
| ------------------------------------- | --------------- |
| Mischungsverhältnis N2O4/UDMH         | 2,67            |
| Brennkammern                          | 1               |
| Gesamthöhe                            | 2,72 m          |
| Durchmesser                           | 1,5 m           |
| Trockenmasse                          | 1280 kg         |
| Masse/Schub-Verhältnis (Boden/Vakuum) | 0,87/0,78 kg/kN |
| Brennkammerdurchmesser                | 430 mm          |
| Brennkammerdruck                      | 14,7 MPa        |
| Düsenhalsdurchmesser                  | 279,7 mm        |
| Düsenmündungsdurchmesser              | 1431 mm         |
| Düsenmündungsdruck                    | 61 kPa          |
| Entspannungsverhältnis                | 241             |
| Bodenschub/Vakuumschub                | 1474/1635 kN    |
| Spezifischer Impuls (Boden/Vakuum)    | 2795/3100 Ns/kg |